# Black Mass Krakow 2004
Black Mass Krakow 2004 (ang. Czarna Msza w Krakowie) – album koncertowy norweskiego zespołu black metalowego Gorgoroth wydany w Europie 9 czerwca 2008 roku, a następnie 10 czerwca 2008 roku w Stanach Zjednoczonych przez wytwórnię płytową Metal Mind Productions. Materiał został zarejestrowany 1 lutego 2004 roku w Studiu Krzemionki w Krakowie. Koncert został wydany w formie płyty DVD. Ponadto na płycie znajdują się: galerie, biografia, dyskografia, linki, oraz dwa bonusowe nagrania video zarejestrowane podczas festiwalu "With Full Force Festival" w Lipsku z 2000 roku. Całość zrealizowano w formacie Dolby Digital 5.1 Surround Sound.

## Lista utworów
| Nr  | Tytuł utworu                      | Długość |
| --- | --------------------------------- | ------- |
| 1.  | „Procreating Satan”               | 04:49   |
| 2.  | „Forces of Satan Storms”          | 04:58   |
| 3.  | „Possessed (By Satan)”            | 05:12   |
| 4.  | „Bergtrollets Hevn”               | 03:18   |
| 5.  | „The Rite of Infernal Invocation” | 03:27   |
| 6.  | „Profetens Apenbaring”            | 04:23   |
| 7.  | „Of Ice and Movement...”          | 04:15   |
| 8.  | „Odeleggelse Og Undergang”        | 04:16   |
| 9.  | „Blood Stains the Circle”         | 02:50   |
| 10. | „Unchain My Heart!!!”             | 04:51   |
| 11. | „Revelation of Doom”              | 03:05   |
| 12. | „Destroyer”                       | 04:21   |
| 13. | „Incipit Satan”                   | 05:12   |
|     |                                   | 54:57   |

## Twórcy
- Gaahl - wokal
- Infernus - gitara
- King ov Hell - gitara basowa
- Apollyon - gitara
- Kvitrafn - perkusja